# 萨康维尔
萨康维尔（法語：Sacquenville，法語發音：[sakɑ̃vil]）是法国厄尔省的一个市镇，位于该省中部，属于埃夫勒区。

## 地理
萨康维尔（49°5'0"N, 1°4'21"E）面积9.97 平方千米，位于法国诺曼底大区厄尔省，该省份为法国北部内陆省份，北起滨海塞纳省，西接奧恩省和卡爾瓦多斯省，南至厄尔-卢瓦省，东临瓦兹省、瓦兹河谷省和伊夫林省。
与萨康维尔接壤的市镇（或旧市镇、城区）包括：巴克皮、贝朗日维尔-拉康帕涅、贝尔尼安维尔、勒梅尼勒菲盖、图尔讷维尔。

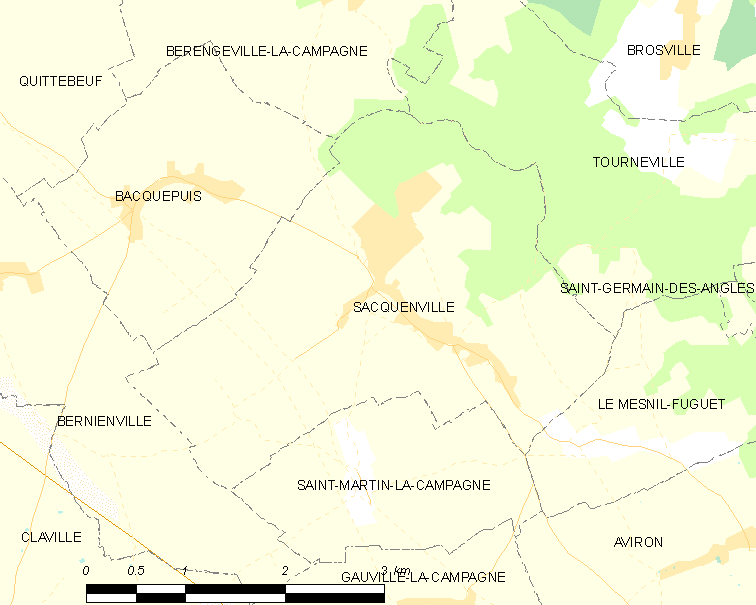
萨康维尔的OSM定位图

萨康维尔的时区为UTC+01:00、UTC+02:00（夏令时）。

## 行政
萨康维尔的邮政编码为27930，INSEE市镇编码为27504。

## 政治
萨康维尔所属的省级选区为勒讷堡县。

## 人口

1962-2008年间萨康维尔人口变化图示

萨康维尔于2022年1月1日时的人口数量为1207人。